# Gordonians Rugby Football Club
Dernière mise à jour : 18 décembre 2012.
Le Gordonians Rugby Football Club  est un club de rugby écossais situé à Aberdeen.

## Histoire
Le club émane du lycée Robert Gordon’s College d’Aberdeen et en porte les couleurs marine et jaune.

## Palmarès
- Vainqueur du Championnat d'Écosse de 2e division en 1979